# Estación de Jaume I
Jaume I es una estación de la línea 4 de Metro de Barcelona situada bajo la plaza de Jaime I en el centro de Barcelona.

## Historia
En 1926 se inauguró la estación con el nombre de Jaime I como parte de un ramal del Gran Metro de Barcelona, que con la fusión de dicha empresa y Ferrocarril Transversal Metropolitano de Barcelona se convirtió en parte de la línea III.
En los años 1970 se decidió segregar de la línea III este ramal entre Aragón y Correos y, con prologanciones por ambos extremos, convertirlo en una nueva línea: la Línea IV.
Por motivo de las obras, el 20 de marzo de 1972 fue cerrado el tramo entre Jaime I y Correos, estación que ya no volvería a abrir. Así pues, la Jaime I funcionó como terminal de la línea, aunque solo durante dos semanas, hasta que fue cerrada por las obras.
Volvió a abrir al público el 5 de febrero de 1973, con la puesta en servicio de la nueva línea IV, cuyo trazado inicial discurría entre Joanich y Jaime I. Tuvo que funcionar como terminal de la línea durante tres años, debido a los múltiples incidentes que retrasaron la apertura de la Estación de Barceloneta, especialmente una explosión subterránea, en noviembre de 1973, que destruyó gran parte de las galerías construidas. Finalmente, el 15 de marzo de 1976, se estrenó la prolongación hasta la Barceloneta, en un acto inaugural al que asistieron el gobernador civil de la provincia, Salvador Sánchez-Terán y el alcalde de Barcelona, Joaquín Viola, además de varias autoridades del transporte metropolitano.
En 1982 la estación catalanizó su nombre como Jaume I, al tiempo que la Línea IV adoptó la numeración arábiga y pasó a llamarse línea 4.
| << cabecera   | < estación | línea | estación >  | cabecera >> |
| ------------- | ---------- | ----- | ----------- | ----------- |
| Metro         |            |       |             |             |
| Trinitat Nova | Urquinaona |       | Barceloneta | La Pau      |